# Musgravetown
Musgravetown es un pueblo canadiense situado en la provincia de Terranova y Labrador.

## Superficie
Musgravetown tiene una superficie de 13,49 km².

## Demografía
En 2021, tenía 561 habitantes, una densidad poblacional de 41,6 hab./km², y 301 viviendas.